# Kipushite
La kipushite è un minerale. Prende il nome dalla miniera di Kipushi, in Congo. È un fosfato analogo alla philipsburgite.